# Antoine de Lautoin
Antoine de Lautoin, mort au château de Chalès le 4 décembre 1482, est un prélat français du  XVe siècle.

## Biographie
Il est issu d'une noble famille.

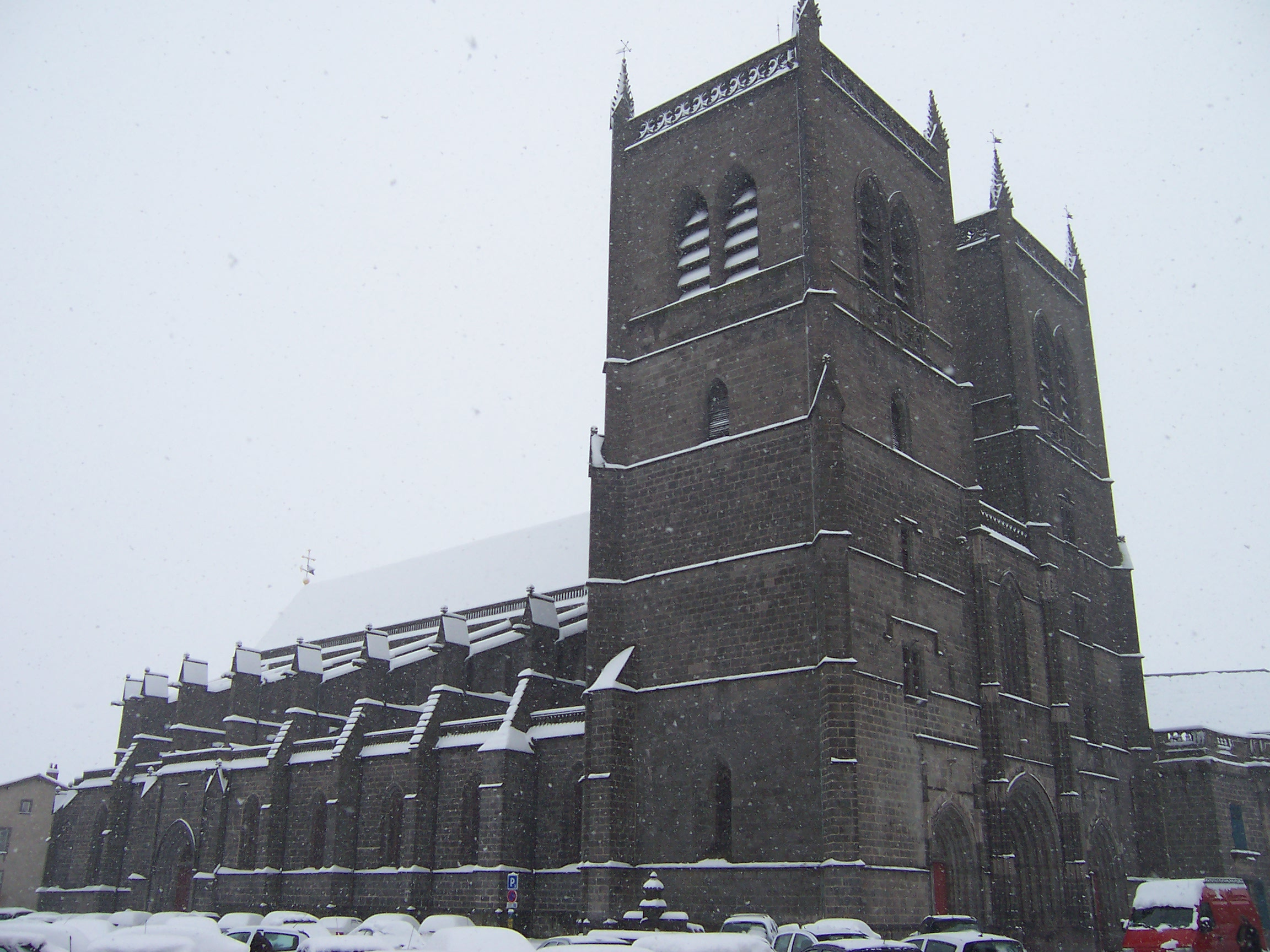
Cathédrale de Saint-Flour

Le 30 mars 1461, Antoine de Lautoin succède à son frère Pierre sur le siège épiscopal de Saint-Flour (Cantal). Il achève la construction de la cathédrale Saint-Pierre qu'il consacre le 7 décembre 1466.